# Città di Adelaide
La città di Adelaide è una Local Government Area che si trova in Australia Meridionale. Essa si estende su una superficie di 15.57 chilometri quadrati e ha una popolazione di 19.444 abitanti. La sede del consiglio è nel centro finanziario ed amministrativo dell'area metropolitana di Adelaide (comunemente chiamata The City o Adelaide CBD).